# Понинский, Антоний Юзеф
Граф Антоний Юзеф Понинский, пол. Antoni Józef Poniński (род. в конце XVII в. — ум. 8 июля 1742) — государственный деятель Речи Посполитой, маршалок Вальной рады Варшавской конфедерации (1734—1735), маршалок просаксонской Варшавской конфедерации (1733), воевода познанский (1738—1742), референдарий великий коронный (1735—1738), староста пётркувский (1734—1738), инстигатор коронный (1732—1735), камергер королевский, подполковник и придворный поэт.

## Биография
Представитель польского шляхетского рода Понинских герба «Лодзя». Единственный сын хорунжего познанского Александра Казимира Понинского и Терезы Выгановской.
Родился в конце XVII века. С 1725 года — войсковой писарь. В 1732 году Антоний Юзеф Понинский получил должность инстигатора коронного, а в 1735 году был назначен референдарием великим коронным. В 1738—1742 годах — воевода познанский.
Во время борьба за королевский трон между Августом Сильным и Станиславом Лещинским Антоний Юзеф Понинский перешел на сторону последнего, но затем переметнулся в стан саксонской партии, став придворным поэтом Августа II.
В 1733 году он ездил с посольством в Швецию и Данию с заявлением о смерти короля Речи Посполитой Августа Сильного. В 1733 году Антоний Понинский был маршалком на элекционном сейме, где поддержал кандидатуру саксонского курфюрста Августа III, сына и наследника Августа II Сильного. В 1734 году он участвовал в осаде русско-саксонской армией Гданьска. В 1736 году был избран послом (депутатом) от Велюнской земли на пацификационный сейм.
Согласно Эстрейхеру, скончался 8 июля 1742 года, а по другим источникам — в 1744 году.
В 1734 году был награждён Орденом Белого орла.

## Поэзия
- Augustissimus hymenaeus inter serenissimos Fridericum Augustum, regium Poloniae, electoralem Saxoniae principem necnonMariam Josepham, archiducem Austriae… descriptione poetica ab equite Polono adumbratus, Drezno 1720
- Deorum munus, gentium votum, gratiarum labor, serenissimus augustissimorum parentum Friderici Augusti et Mariae Josephae neonatus, Warszawa 1720; przekł. polski: D. Wołłowicz, Wilno 1744
- Fortuna in Lechiam hospes seu felicissimus serenissimi regii electoralisque principis Friderici Augusti in Poloniam adventus ab equite Polono celebratus Anno Domini 1726, Warszawa (1726); fragmenty przedr.: A. Ch. Załuski Pohlnisches Legations Recht, Frankfurt 1727; całość przedr. J. Daneykowicz Ostrowski Swada polska, t. 2: Suada latina, Lublin 1747, rozdz. «Suada panegyrica», s. 268—275
- Ingens umbra… seu lugubre carmen magnis cineribus celsissimi Adami Nicolai de Granow Sieniawski… ab equite Polono inscriptum, Warszawa 1726; przedr. J. Daneykowicz Ostrowski Swada polska, t. 2: Suada latina, Lublin 1747, rozdz. «Suada panegyrica», s. 238—253
- Planta felicitas publicae in sanato pede serenissimi Friderici Augusti Poloniarum regis et electoris Saxoniae… ab equitePolono erecta, Warszawa 1727; przedr. J. Daneykowicz Ostrowski Swada polska, t. 2: Suada latina, Lublin 1747, rozdz. «Suada panegyrica», s. 254—261
- «Quatrains ou maximes», Acta eruditorum 1729
- Insignes rixae contendentium de vultu principis gentium… seu serenissimi Augusti II… in regnum reditus, Warszawa 1729; przedr. J. Daneykowicz Ostrowski Swada polska, t. 2: Suada latina, Lublin 1747, rozdz. «Suada panegyrica», s. 261—268
- Universorum in uno capite dolor… seu illustrissimi excellentissimi comitis D. Stanislai Denhoff… funus ab equite polono deploratum, (Warszawa) 1730
- Declarationis publicae a statibus Reipublicae pro tuitione sacrae regiae majestatis serenissimi Augusti III, neoelecti Poloniarum regis et electoris Saxoniae confederatis factae… promulgatio, (Warszawa 1733)
- In pseudo-criticum seu obtrectatorem aliquem anonymum… serenissimi principis Augusti III annotationes apologeticae, Warszawa 1734
- Epithalamium serenissimae Mariae Amaliae infanti Poloniae, electorali Saxoniae principi ab equite Polono decantatum dum a Carolo utriusque Siciliae rege in connubium solenni legatione peteretur, Drezno 1738; przedr. J. Daneykowicz Ostrowski Swada polska, t. 2: Suada latina, Lublin 1747, rozdz. «Suada panegyrica», s. 234—238

## Переводы
- P. J. Solignac Tetrasticha, Lipsk 1728
- Sonet, tłum. z języka franc. na łaciński, Monitor 1775, s. 708—709

## Семья и дети
Был дважды женат. Его первой женой была София Воронич, от брака с которой у него было три сына и три дочери:
- Юзеф Понинский, староста острувский и пётркувский
- Анна Понинская, 1-й муж — хорунжий подольский Криштоф Телефус, 2-й муж — подкоморий кременецкий Александр Скржинский
- Станислав Понинский
- Марианна Понинская
- София Понинская, муж — чашник познанский Ян Островский
- Михал Понинский

Вторично женился на Саломее Шембек, дочери подкомория краковского Антония Фелициана Шембека, от брака с которой у него было два сына и две дочери:
- Ян Непомуцен Понинский, иезуит
- Ева Понинская, монахиня
- Урсула Понинская, муж — Игнацы Лазевский
- Антоний Понинский